# Lada Nova
Lada Nova var en personbilsmodel fra den russiske bilfabrikant Lada, som blev solgt i bl.a. Danmark og Tyskland frem til midten af 1990'erne. I Østeuropa og Cuba er denne model ligesom før meget udbredt. Efter en beretning fra tidsskriftet Auto Bild blev produktionen indstillet i slutningen af 2011.
Navnet Lada Nova blev benyttet i nogle vesteuropæiske lande, i andre lande benyttedes navnet Lada Riva og i Canada Lada 1500 og Lada Signet.
Bilen afløste i 1979 Lada 2101, som var en licensfremstillet Fiat 124. Varianterne var sedanen 2105 og stationcaren 2104 (fra 1984). I 1982 kom topmodellen 2107 (Lada 1700), som også fandtes med indsprøjtningsmotor.
I DDR var disse biler meget eftertragtede; udover den høje pris var ventetiden på over 15 år. Selv om de fortsat blev bygget, er der i dag i Vesteuropa intet marked for disse biler med forældet teknik.

## Ny produktionslinie i Tjetjenien
Fra den 8. maj 2008 bygges Lada 2107 også i Tjetjenien. Produktionslinien befinder sig i den tidligere fabrik for landbrugsmaskiner i Argun.